# Joseph Lafayette Rawlins

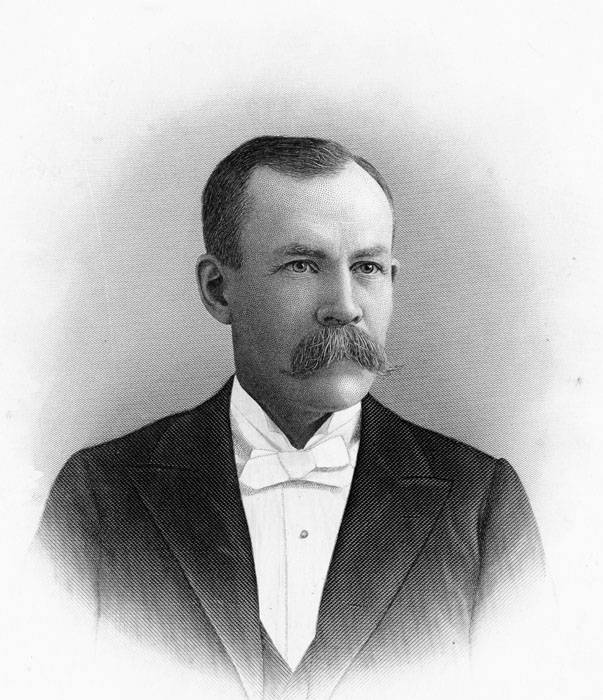
Joseph Lafayette Rawlins

Joseph Lafayette Rawlins (* 28. März 1850 in Mill Creek, Utah; † 24. Mai 1926 in Salt Lake City) war ein US-amerikanischer Politiker (Demokratische Partei).
Nach Abschluss seiner Ausbildung an der Indiana University in Bloomington war Rawlins zunächst von 1873 bis 1875 als Dozent an der University of Deseret in Salt Lake City tätig. 1875 wurde er nach abgeschlossenem Jura-Studium in die Anwaltskammer aufgenommen und begann in Salt Lake City als Jurist zu arbeiten.
Seine politische Laufbahn begann 1893 mit der Wahl ins US-Repräsentantenhaus; zu dieser Zeit vertrat er noch das Utah-Territorium als nicht stimmberechtigter Delegierter, da die Staatsgründung erst 1896 erfolgte. Nach zweijähriger Amtszeit verpasste er die Wiederwahl und musste den Kongress zunächst verlassen. 1897 kehrte er nach seiner Wahl zum US-Senator für Utah zurück, schied jedoch schon nach einer Amtsperiode am 3. März 1903 wieder aus, nachdem es ihm nicht gelungen war, erneut von seiner Partei für diesen Sitz nominiert zu werden.
Danach kehrte Rawlins wieder in seine Kanzlei zurück, ehe er sich 1921 aus dem Beruf und dem öffentlichen Leben zurückzog.